# Jean-Claude Van Damme
Jean-Claude Van Damme (* 18. října 1960 Sint-Agatha-Berchem, Brusel, Belgie jako Jean-Claude Camille François van Varenberg) je belgický šampion bojových umění a herec známý zejména svým rozsáhlým seznamem akčních filmů. Pro svůj belgický původ v kombinaci s fyzickými dispozicemi dostal přezdívku The Muscles from Brussels (Svaly z Bruselu), ale bývá také nazýván Králem Belgičanů, pro jeho mezinárodní úspěšnou kariéru. Od roku 1984 si zahrál v 39 filmech, v roce 2009 dokončil třetí díl Univerzálního vojáka. Měl si zahrát v českém filmu Bastardi 4: Reparát režiséra Tomáše Magnuska.
Van Damme je držitelem černého pásku v karate a 3. danu v Taekwondo.

## Osobní život
V minulosti byl čtyřikrát ženatý. Se svou třetí manželkou, se kterou se rozvedl a poté znovu oženil, žije od roku 1999. V současnosti přebývá v španělském městě Alhaurín el Grande. Má tři děti, Kristophera, Biancu Brigitte a Nicolase (z předchozího vztahu s Darcy LaPier). Je milovníkem domácích mazlíčků, doma chová devět psů z Thajska.

## Filmografie

#### Film
| Rok  | Název                                   | Role                              | Režie                               | Poznámky                  |
| ---- | --------------------------------------- | --------------------------------- | ----------------------------------- | ------------------------- |
| 1979 | Žena mezi psem a vlkem                  | muž na zahradě                    | André Delvaux                       | komparz                   |
| 1984 | Breakin'                                | muž tančící v pozadí              | Joel Silberg                        | komparz                   |
| 1984 | Ulička barbarů                          | —                                 | Giles Béhat                         |                           |
| 1984 | Nezvěstní v boji                        | —                                 | Joseph Zito                         |                           |
| 1984 | Monaco Forever                          | homosexuální karatista            | William A. Levy                     |                           |
| 1985 | Karate tiger 1: Neustupuj, nevzdávej se | Ivan Krushensky                   | Corey Yuen                          |                           |
| 1988 | Krvavý sport                            | Frank Dux                         | Newt Arnold                         | také střihač              |
| 1988 | Černý orel                              | Andrei                            | Eric Carson                         |                           |
| 1989 | Kyborg                                  | Gibson Rickenbacker               | Albert Pyun                         | také střihač              |
| 1989 | Kickboxer                               | Kurt Sloane                       | Mark DiSalle, David Worth           |                           |
| 1990 | Příkaz k popravě                        | Louis Burke                       | Deran Sarafian                      | nebo Smrtící zatykač      |
| 1990 | Lví srdce                               | Lyon Gaultier                     | Sheldon Lettich                     | také scenárista           |
| 1991 | Dvojitý zásah                           | Alex Wagner/Chad Wagner           | Sheldon Lettich                     | také scenárista           |
| 1992 | Univerzální voják                       | Luc Deveraux/GR44                 | Roland Emmerich                     |                           |
| 1993 | Živý terč                               | Chance Boudreaux                  | John Woo                            |                           |
| 1993 | Poslední akční hrdina                   | Sám sebe                          | John McTiernan                      |                           |
| 1993 | Není úniku                              | Sam Gillen                        | Robert Harmon                       |                           |
| 1994 | Street Fighter: Poslední boj            | plukovník William F. Guile        | Steven E. de Souza                  |                           |
| 1994 | Timecop                                 | Max Walker                        | Peter Hyams                         |                           |
| 1995 | Náhlá smrt                              | Darren McCord                     | Peter Hyams                         |                           |
| 1996 | Maximální riziko                        | Alain Moreau/Mikhail Suverov      | Ringo Lam                           |                           |
| 1996 | Souboj cti                              | Christopher Dubois                | Jean-Claude Van Damme               |                           |
| 1997 | Double Team                             | Jack Quinn                        | Tsui Hark                           |                           |
| 1998 | Legionář                                | Alain Lefevre                     | Peter MacDonald                     |                           |
| 1998 | Kontraband                              | Marcus Ray                        | Tsui Hark                           |                           |
| 1999 | Univerzální voják: Zpět v akci          | Luc Devereaux                     | Mic Rodgers                         |                           |
| 1999 | Inferno                                 | Eddie Lomax                       | John G. Avildsen                    |                           |
| 2001 | Poslání                                 | Rudy Cafmeyer/Charles Le Vaillant | Sheldon Lettich                     | také scenárista           |
| 2001 | Replikant                               | Edward Garrotte/Replikant         | Ringo Lam                           |                           |
| 2002 | Teror ve vlaku                          | Jacques Kristoff                  | Bob Misiorowski                     |                           |
| 2003 | Peklo                                   | Kyle LeBlanc                      | Ringo Lam                           |                           |
| 2004 | Probuzená smrt                          | Ben Archer                        | Phillipe Martinez                   |                           |
| 2004 | Narko                                   | Jeanův duch                       | Tristan Aurouet, Gilles Lellouche   |                           |
| 2006 | Elita armády                            | Phillip Sauvage                   | Sheldon Lettich                     |                           |
| 2006 | Zástupce velitele                       | Sam Keenan                        | Simon Fellows                       |                           |
| 2006 | Sınav                                   | Charles                           | Omer Faruk Sorak                    |                           |
| 2007 | Až do smrti                             | Anthony Stowe                     | Simon Fellows                       |                           |
| 2008 | Pastýř                                  | Jack Robideaux                    | Isaac Florentine                    |                           |
| 2008 | JCVD                                    | Jean-Claude Van Damme (sebe)      | Mabrouk El Mechri                   | také výkonný producent    |
| 2009 | Univerzální voják III: Znovuzrození     | Luc Deveraux                      | John Hyams                          |                           |
| 2010 | The Eagle Path                          | Frenchy                           | Jean-Claude Van Damme               | také scenárista a střihač |
| 2011 | Beur sur la ville                       | poručík Merot                     | Djamel Bensalah                     | cameo                     |
| 2011 | Kung Fu Panda 2                         | Mistr Croc (hlas)                 | Jennifer Yuh                        |                           |
| 2011 | Nájemní zabijáci                        | Vincent Brazil                    | Ernie Barbarash a Claudiu Trandafir | také výkonný producent    |
| 2012 | Šest výstřelů                           | Samson Gaul                       | Ernie Barbarash                     | také výkonný producent    |
| 2012 | Expendables: Postradatelní 2            | Jean Vilain                       | Simon West                          |                           |
| 2012 | Dračí oči                               | Jean-Louis Tiano                  | John Hyams                          |                           |
| 2012 | Univerzální voják 4: Odplata            | Luc Deveraux                      | John Hyams                          |                           |
| 2012 | Rževskij protiv Napoleona               | Sám sebe                          | Marius Balchunas                    | cameo                     |
| 2012 | UFO Mimozemská invaze                   | George                            | Dominic Burns                       |                           |
| 2013 | Vítejte v džungli                       | Storm Rothschild                  | Rob Meltzer                         | nebo Nikdo nepřežije      |
| 2013 | Smrtelná aliance                        | Xander                            | Peter Hyams                         |                           |
| 2014 | Enemies Closer                          | Xander                            | Jean-Claude Van Damme               | také scenárista           |
| 2014 | Bez úniku                               | Stillman                          | Keith Parmer                        |                           |
| 2015 | Krvavý obchod                           | Deacon Lyle                       | Ernie Barbarash                     | také výkonný producent    |
| 2015 | Jian Bing Man                           | Sám sebe                          | Chengpeng Dong                      |                           |
| 2016 | Kung Fu Panda 3                         | Mistr Croc (hlas)                 | Jennifer Yuh a Alessandro Carloni   |                           |
| 2016 | Kickboxer: Vengeance                    | Mistr Durant                      | John Stockwell                      |                           |
| 2017 | Kill'em All                             | Philip                            | Peter Malota                        |                           |
| 2017 | Kickboxer: Odplata                      | Mistr Durant                      | Dimitri Logothetis                  |                           |
| 2018 | Temné hlubiny                           | Wheeler                           | Pasha Patriki                       |                           |
| 2018 | Lukas                                   | Lukas                             | Julien Leclercq                     |                           |
| 2019 | We Die Young                            | Daniel                            | Lior Geller                         |                           |
| 2022 | Mimoni 2: Padouch přichází              | Jean Clawed (hlas)                | Kyle Balda                          |                           |

### Televize
| Rok       | Název                   | Role             | Poznámky                  |
| --------- | ----------------------- | ---------------- | ------------------------- |
| 1996      | Přátelé                 | Sám sebe         | díl: „Rande s Van Dammem“ |
| 2004      | Las Vegas: Kasino       | Sám sebe         | díl: „Smrt hvězdy“        |
| 2009      | Robot Chicken           | Více rolí (hlas) | díl: „Maurice Was Caught“ |
| 2011      | Legenda Van Damme       | Sám sebe         | 8 dílů                    |
| 2011      | Les Anges Gardiens      | Sám sebe         | 20 dílů                   |
| 2016–2017 | Jean-Claude van Johnson | Johnson / Filip  | 6 dílů                    |

### Hudební videa
| Rok  | Název skladby               | Umělec                                    |
| ---- | --------------------------- | ----------------------------------------- |
| 1992 | „Body Count's in the House" | Body Count                                |
| 1994 | „Time Won't Let Me“         | The Smithereens                           |
| 1994 | „Straight to My Feet“       | MC Hammer feat. Deion Sanders             |
| 1995 | „Something There“           | Chage and Aska                            |
| 1999 | „Crush 'Em“                 | Megadeth                                  |
| 2003 | „Kiss My Eyes“              | Bob Sinclar                               |
| 2008 | „Ya Lyublyu Ego“            | Iryna Bilyk a Olga Gorbacheva             |
| 2015 | „The Hum“                   | Dimitri Vegas & Like Mike vs. Ummet Ozcan |

### Videohry
| Rok  | Název                     | Role            |
| ---- | ------------------------- | --------------- |
| 1995 | Street Fighter: The Movie | plukovník Guile |